# Piazza Colombo
 (avril 2025).
La piazza Colombo est une place centrale de Gênes, parmi les plus fréquentées et les plus vastes de la capitale ligure. Elle a été nommée en l'honneur du navigateur génois Christophe Colomb.

## Description
Autrefois utilisée pour la culture de jardins potagers, la Piazza Colombo fait désormais partie des rues commerçantes de Gênes. Sa principale caractéristique est sa forme octogonale due à sa construction à l'intersection des rues Colombo et Galata.
La place comporte d'élégantes arcades qui abritent des magasins et des stands de livres et de disques d'occasion. A proximité se trouvent la célèbre Via XX Settembre et le Marché Oriental.
En 2024, le maire de l'époque, Marco Bucci, a émis l'hypothèse d'une piétonnisation de la place pour préserver sa beauté.

## Histoire
La Piazza Colombo faisait partie du projet d’expansion urbaine de la ville en dehors des murs médiévaux ; en effet, au début du XIXe siècle, Gênes connaissait une forte expansion et la construction de maisons pour les familles était prévue.
C'est pourquoi, en 1825, l'architecte Carlo Barabino fut chargé de concevoir les nouveaux espaces urbains, dont la place elle-même. Mais il ne vit jamais son projet aboutir, puisqu'il mourut en 1835. C'est son élève Giovanni Battista Resasco qui acheva les travaux en construisant des bâtiments pour la haute bourgeoisie, qui caractérisent toujours le lieu.

### Fontaine du Génie Marin

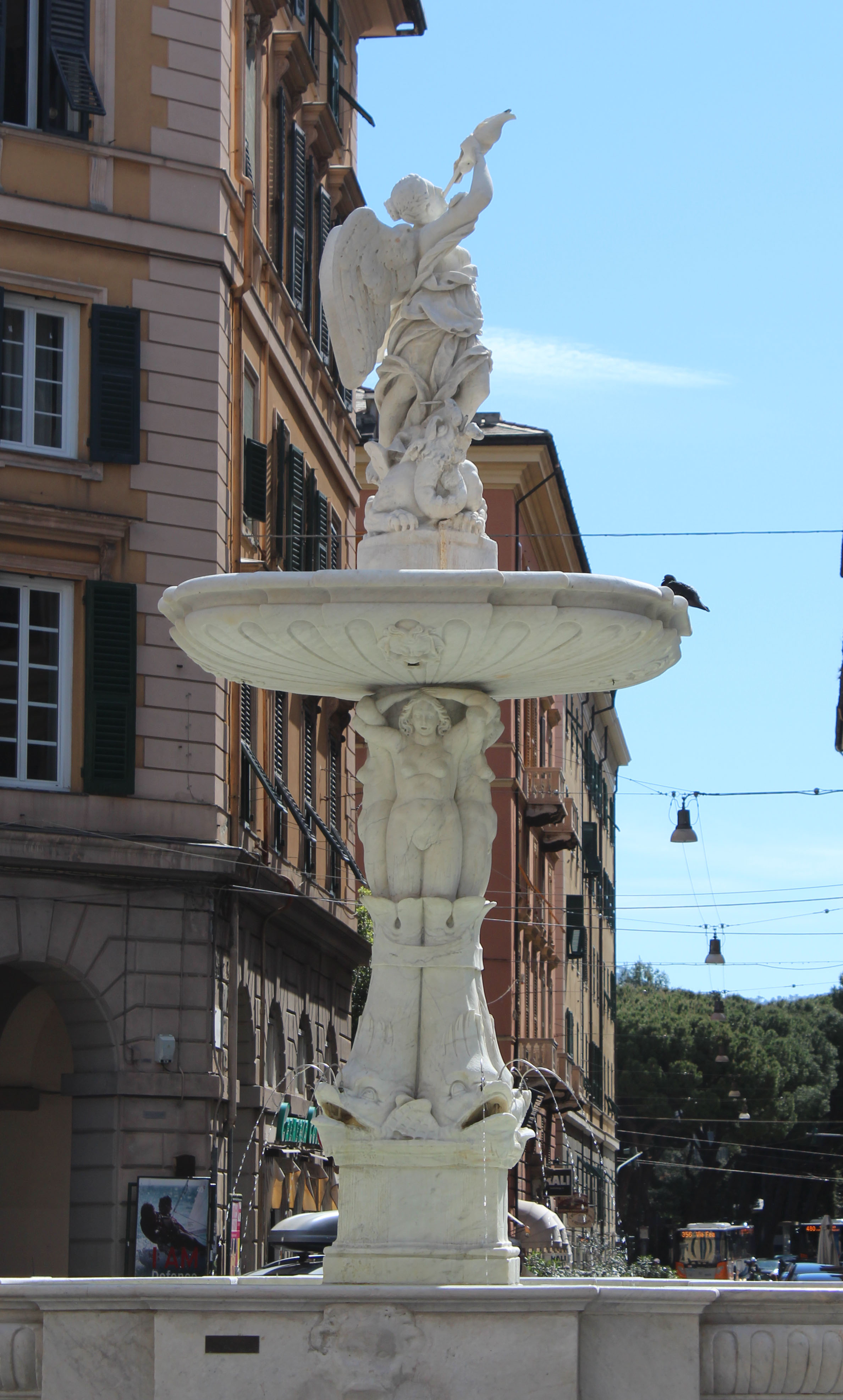
Détail de la fontaine.

La particularité de la place est une fontaine en marbre du XVIIe siècle de style baroque connue sous le nom de Fontaine du Génie Marin. À l'origine, sa destination était le Ponte Reale, une jetée du XVIe siècle qui reliait le Palais Royal et le vieux port, démolie en 1963 en raison de la construction de la route surélevée.
La fontaine a été commandée en 1643 par de riches membres des Protecteurs de la banque San Giorgio afin d'alimenter en eau les navires amarrés au port, mais aussi à des fins décoratives.
Elle fut construite en 1646 par l'architecte Giovanni Battista Orsolino qui ajouta les quatre dauphins renversés, et l'année suivante, une fois la construction du nouvel aqueduc terminée, la fontaine fut dotée d'un jet plus puissant pour mieux satisfaire les exigences des navires.
En 1673, une renommée ailée ou génie ailé fut placée sur la coupe de la fontaine, d'où son nom. On l'appelle aussi communément « il Barchile » (du génois « barchì ») car c'était le nom donné aux fontaines avec un bassin ou une vasque pour recueillir l'eau.
En raison de l'augmentation du trafic dans le port, la fontaine fut déplacée en 1861 à son emplacement actuel dans le but d'abreuver les chevaux qui tiraient les chariots de marchandises.